# 信貴山城
信貴山城（しぎさんじょう）は、奈良県生駒郡平群町信貴畑にあった日本の城。木沢長政・松永久秀の居城となった。奈良県指定史跡に指定されている。
信貴山城は大和と河内の国境にある生駒山系に属する信貴山（標高433m）山上に築かれた山城である。信貴山は大和と河内を結ぶ要衝の地で、松永久秀はこの山上に南北880m、東西600mに及ぶ城郭を築いた。信貴山中腹には、朝護孫子寺がある。また、付近には、高安山城、南畑ミネンド城、立野城といった支城が存在した。

## 沿革

### 黎明期
信貴山城の城域は古代山城の高安城の範囲に含まれるが、城域には高安城の遺構は現存していない。また、南北朝時代に楠木正成によって築城されたという伝承も存在するが、しかし、同時代史料の裏付けはない。
『経覚私要抄』には、長禄4年（1460年）10月、応仁の乱の過程で戦闘に敗れた畠山義就が「信貴山」に陣を退いたという記述がある。城郭史研究者の中川貴皓によれば、これが信貴山城の史料上の初見である。
さらに明応年間末期から永正年間初頭のいずれかの時点で、畠山尚慶が「信貴城」を使用したという『足利季世記』の記述などが残っている。

### 木沢長政の時代
その後本格的な城郭を築いたのが木沢長政である。中川貴皓によれば、『細川両家記』天文五年（1536年）三月二十六日条において「信貴城」の使用が確認できるため、この頃には一定の規模の城が築かれていた。『証如上人日記』の天文5年6月26日によると、
| 「 | 木沢方へ、今度信貴山之上二城をこしらへ候て、はや移候間、従所々樽共行候条、遣候可然よし | 」 |

という記載が見受けられる。信貴山城の完成を祝して本願寺より酒を贈ったと思われる。
16世紀前半には、従来の城郭とは異なる多様な機能を有する、いわゆる「戦国期拠点城郭」が各地に登場している。そして、大和国においては木沢長政の信貴山城が「戦国期拠点城郭」の嚆矢となった。
しかし、長政が天文11年（1542年）3月太平寺の戦いで敗死すると信貴山城は二上山城と共に落城してしまう。

### 松永久秀の時代

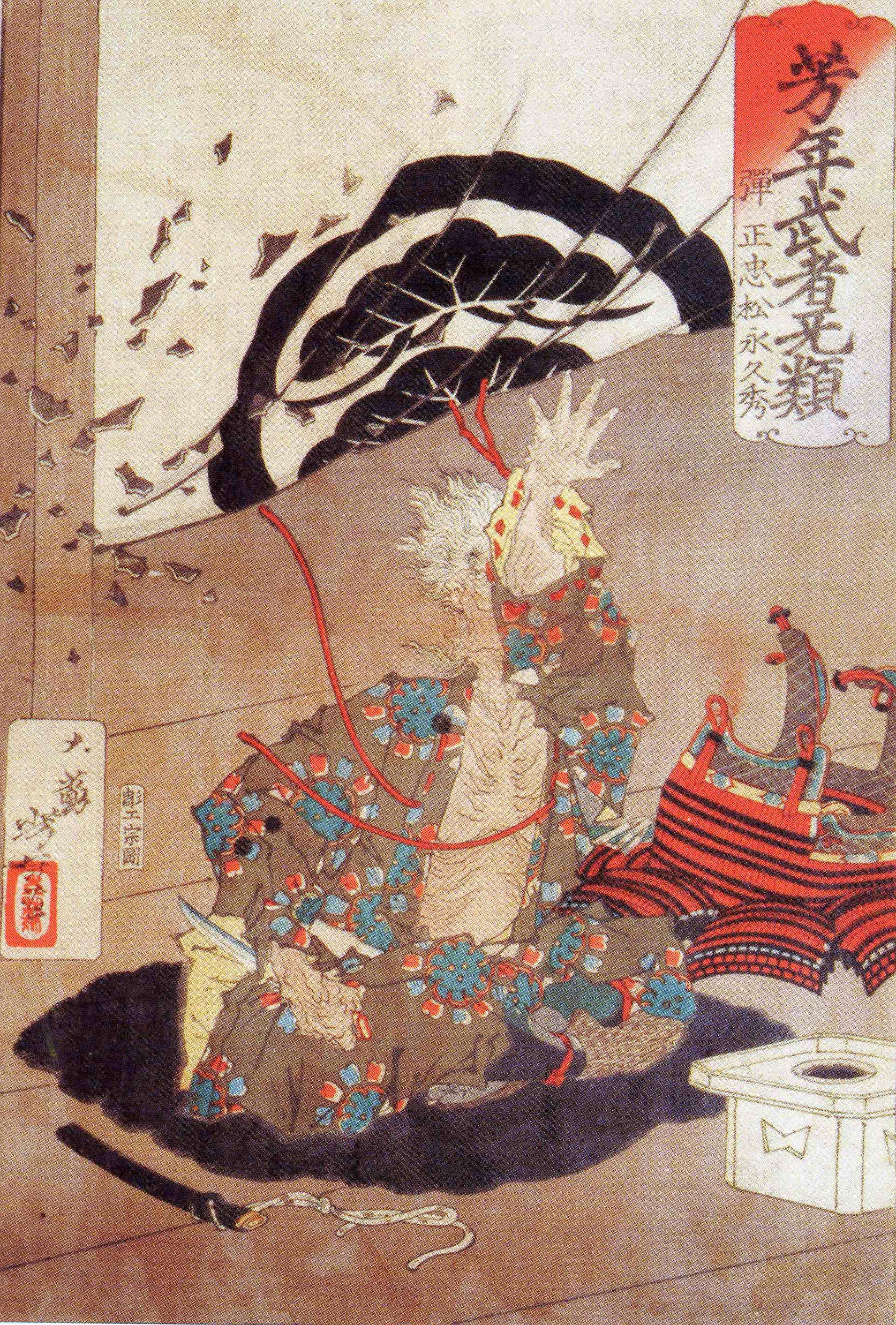
松永久秀画像

その後十数年もの空白を経て、1559年8月に松永久秀が大和へ侵攻し、8月8日に修築し入場。永禄3年（1560年）11月に、大和国を制圧した松永久秀は、信貴山城を選んで大和支配の拠点とした。信貴山城を今日にみられるような規模の城郭としたのは久秀である。久秀が信貴山城を拠点として選んだ理由は、木沢長政の後継者として大和国を支配するという政治的アピールがあったと考えられる。なお、松永久秀の信貴山城入城は通説では永禄2年のこととされてきたが、中川貴皓によれば、これは誤りであると考えられる。
また、久秀は多聞山城も築城し、多聞山城は政治目的、信貴山城は軍事目的と異なった目的でそれぞれを使用した。信貴山城と多聞山城との間は20kmほどあり、出城の構築や龍田城・筒井城の使用によって連絡路を確保していた。
永禄6年には、信貴山城は一時的に筒井氏の手に渡ったが、久秀は同年中にこれを奪還している。なお、この頃、信貴山城には「信貴城衆」（「信貴在城衆」）という勢力が存在している。山口秀勝に率いられた「信貴城衆」は、地域社会の中に根付き、法隆寺とも政治的関係を結ぶなど強い力を有していた。
永禄11年（1568年）には信貴山城に再び危機が訪れる。松永久秀・三好義継と三好三人衆のあいだの政権抗争の過程において、同年6月29日、三人衆方の三好康長が信貴山城を攻め落とした。しかし、同年9月の足利義昭・織田信長の上洛により、義昭方の援軍を得ることができた久秀は信貴山城の奪還に成功している。

### 廃城
信貴山城は松永氏の中心的軍事拠点として機能しており、さらに元亀元年（1570年）には、久秀は本拠地を多聞城から信貴山城に移した。元亀2年（1571年）8月には、久秀は信貴山城から出軍し、三好義継軍とともに辰市城を攻撃したが敗れている（辰市城の戦い）。
ところが、天正5年（1577年）8月、信長に謀反を起こした久秀は信貴山城に籠城した。信長は松井友閑を信貴山城に派遣して翻意を促したが、久秀の決意は応じなかった。そのため、信長は9月29日に信貴山城攻撃のための軍を出撃させた。10月3日には、織田信忠に率いられた織田方の軍勢が城下を焼き払い、9日には信貴山城が炎上している。翌日、信忠らが本城を包囲して攻めると、ついに久秀は「天主」を自焼して自害した。これ以後、信貴山城が使われた形跡はなく、この時に廃城になったとされる。

### 信貴山城の略年表
| 和暦     | 西暦   | 主な出来事                                                                               |
| -------- | ------ | ---------------------------------------------------------------------------------------- |
| 天文5年  | 1536年 | 河内国守護職畠山氏の被官、木沢長政によって築城される。                                   |
| 天文11年 | 1542年 | 木沢長政が河内太平寺の戦いで討ち死にする。                                               |
| 永禄2年  | 1559年 | 三好長慶の被官、松永久秀によって修復・改修される。                                       |
| 永禄3年  | 1560年 | 松永久秀、信貴山城に四階櫓を設ける。                                                     |
| 永禄5年  | 1562年 | 松永久秀、大和国北部に多聞山城を築いて、居城を移す。                                     |
| 永禄11年 | 1568年 | 三好三人衆方の三好康長に攻められ、一度は落城するも織田信長の上洛に応じ、これを奪還した。 |
| 天正5年  | 1577年 | 織田信長に攻められ松永氏滅亡、信貴山城は廃城となる。                                     |

## 城郭

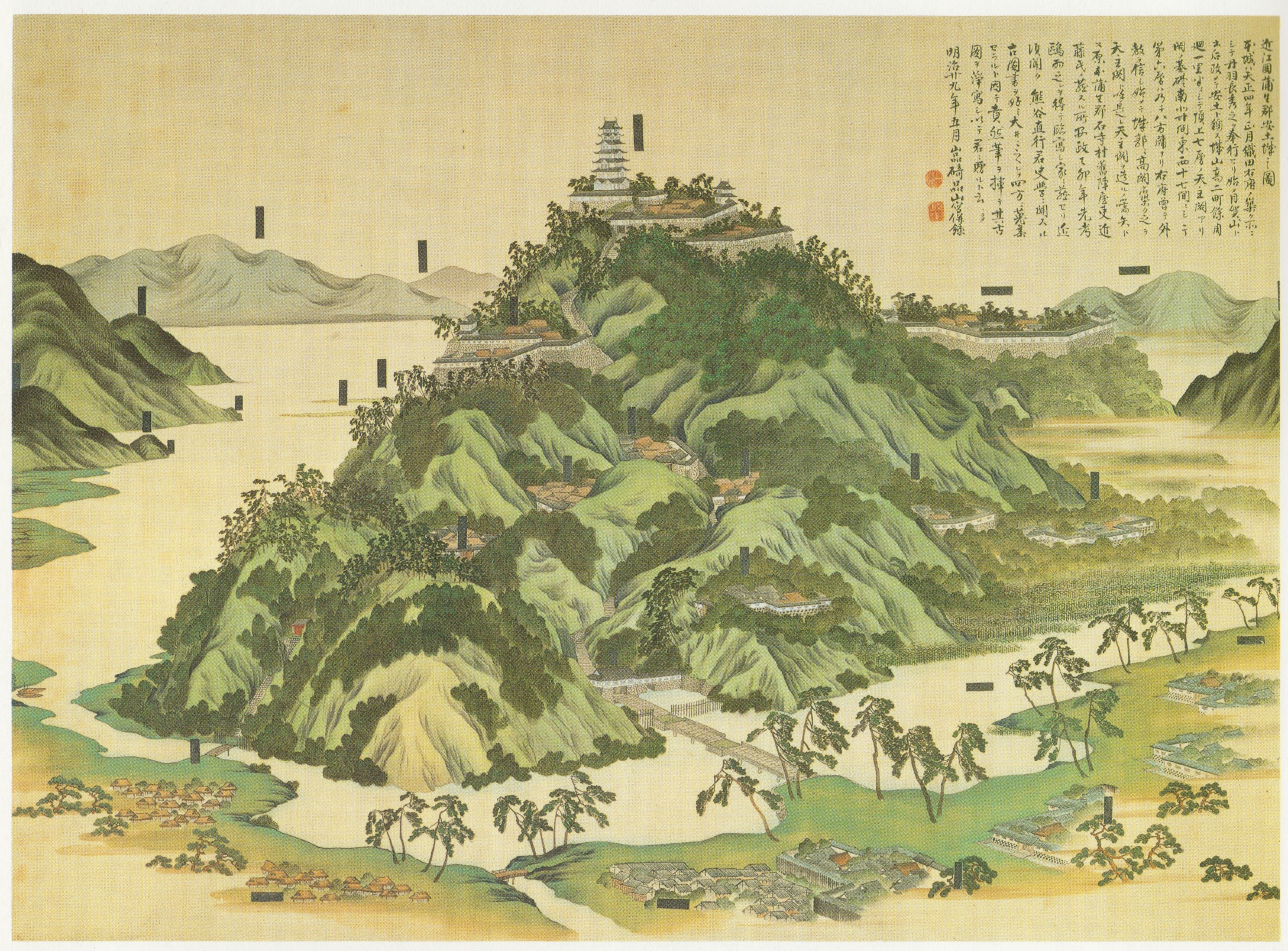
安土城図

この山城は大きくわけて、雄岳部分とその裾の扇型に派生した部分の2つからなる。曲輪の数は110以上あり、奈良県下最大規模の中世城郭である。
『和州信貴山古城図』では、空鉢堂が建っている部分を本丸、少し下ったところにある細曲輪が二の丸、ハイキングコースがある部分を三の丸と記載されている。
信貴山城の天守については、『甲子夜話』に天守の始まりとして登場する。実際の遺構については確認されていないが、文献上の建造年では伊丹城、楽田城（1558年）に次ぐ。この建物の名称については「高殿（たかどの）」や「高櫓（たかやぐら）」と呼んだという。
雄岳部分以外に、扇型に派生した曲輪群がある。

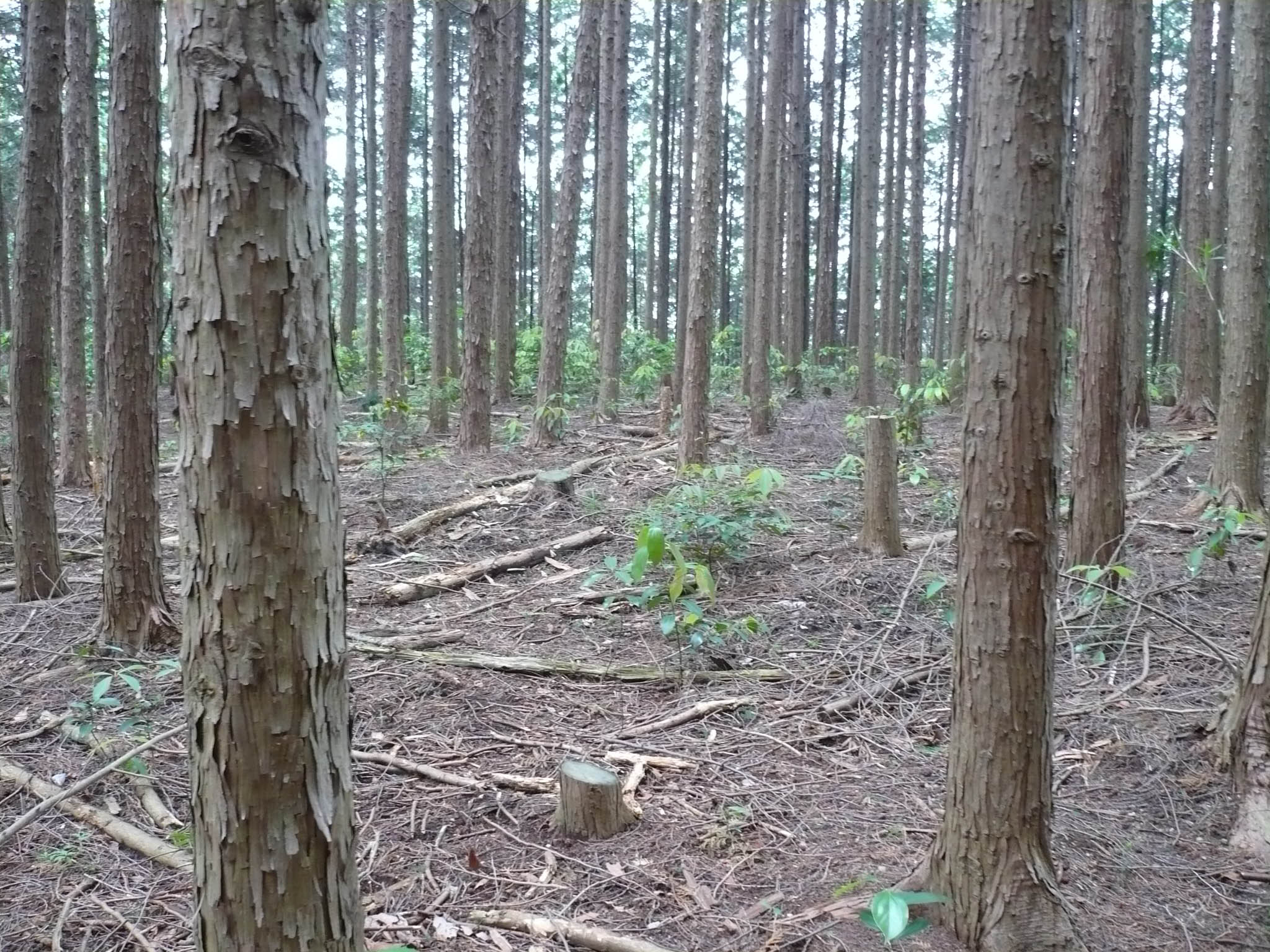
立入殿屋敷曲輪
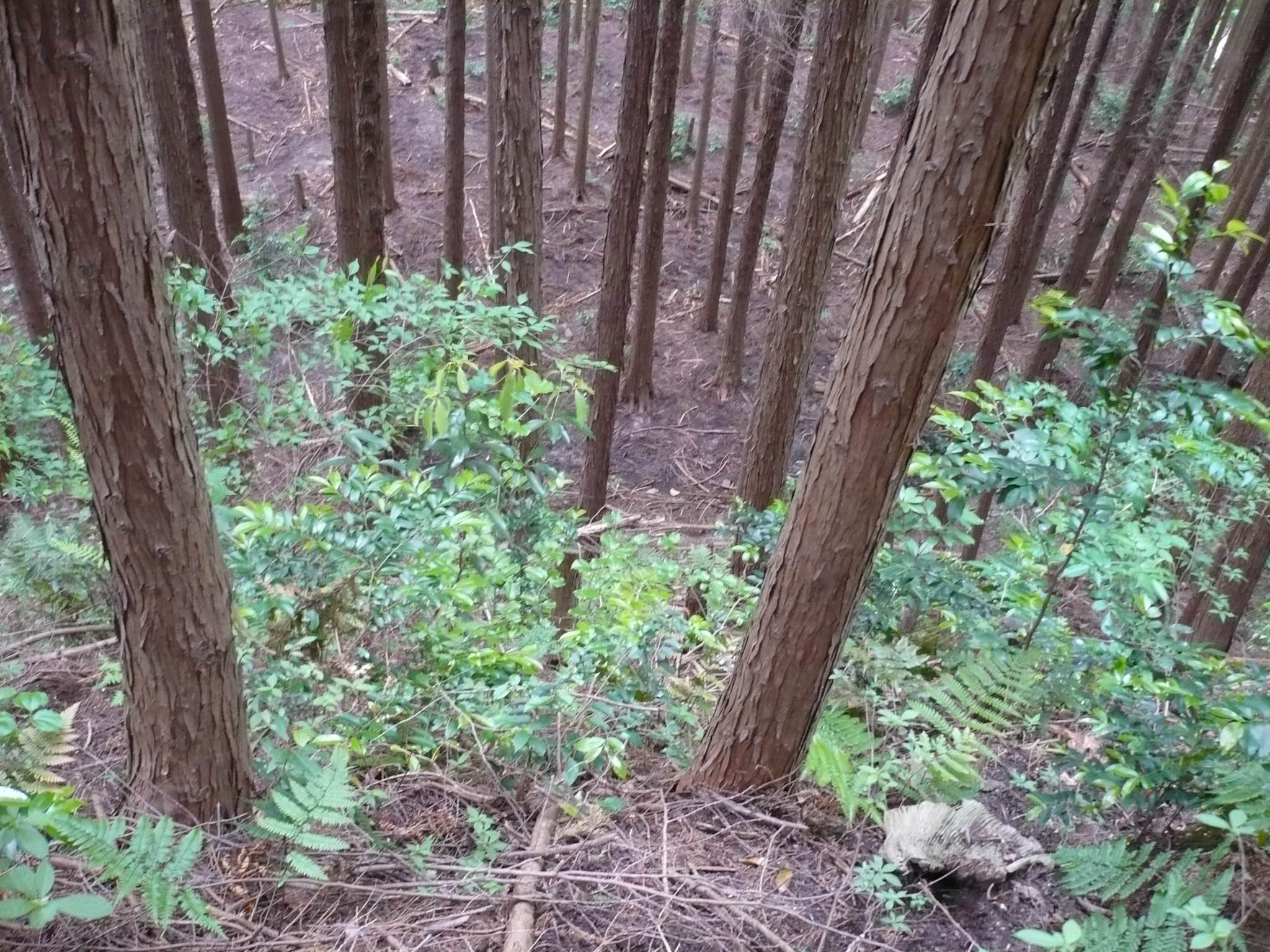
立入殿屋敷と松永屋敷を区切る壁面を上部から撮影
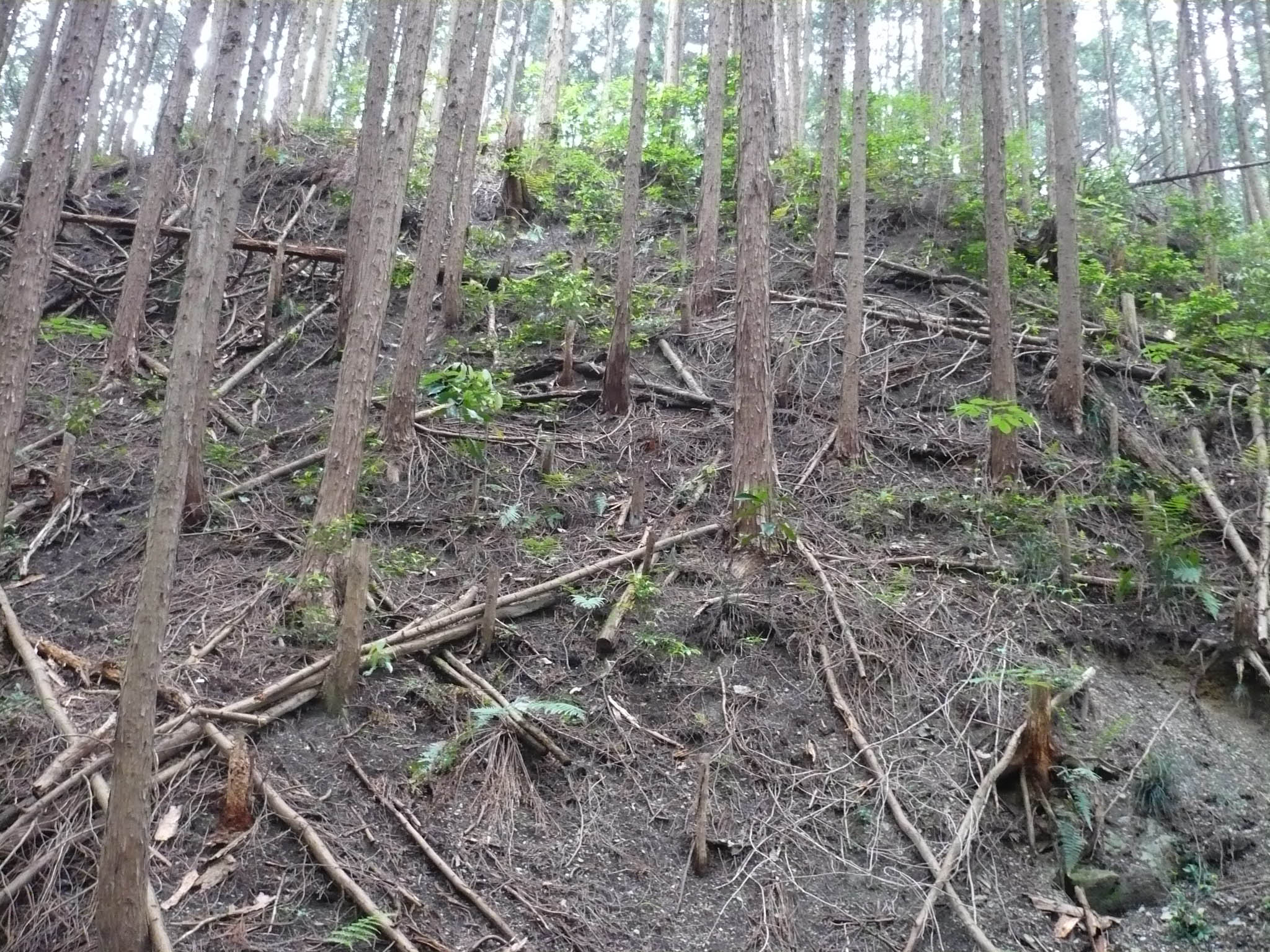
立入殿屋敷と松永屋敷を区切る壁面を下部から撮影
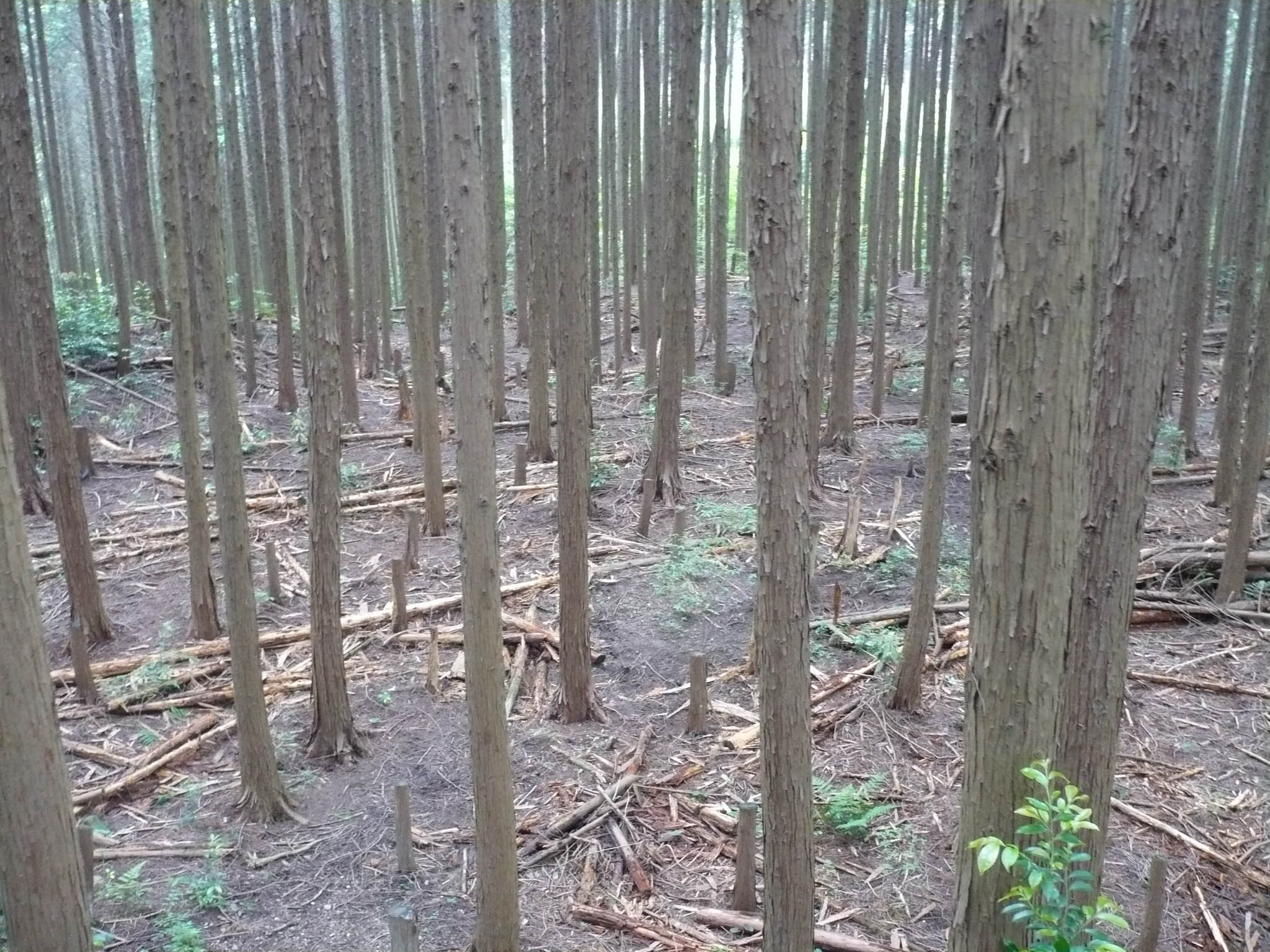
松永屋敷曲輪

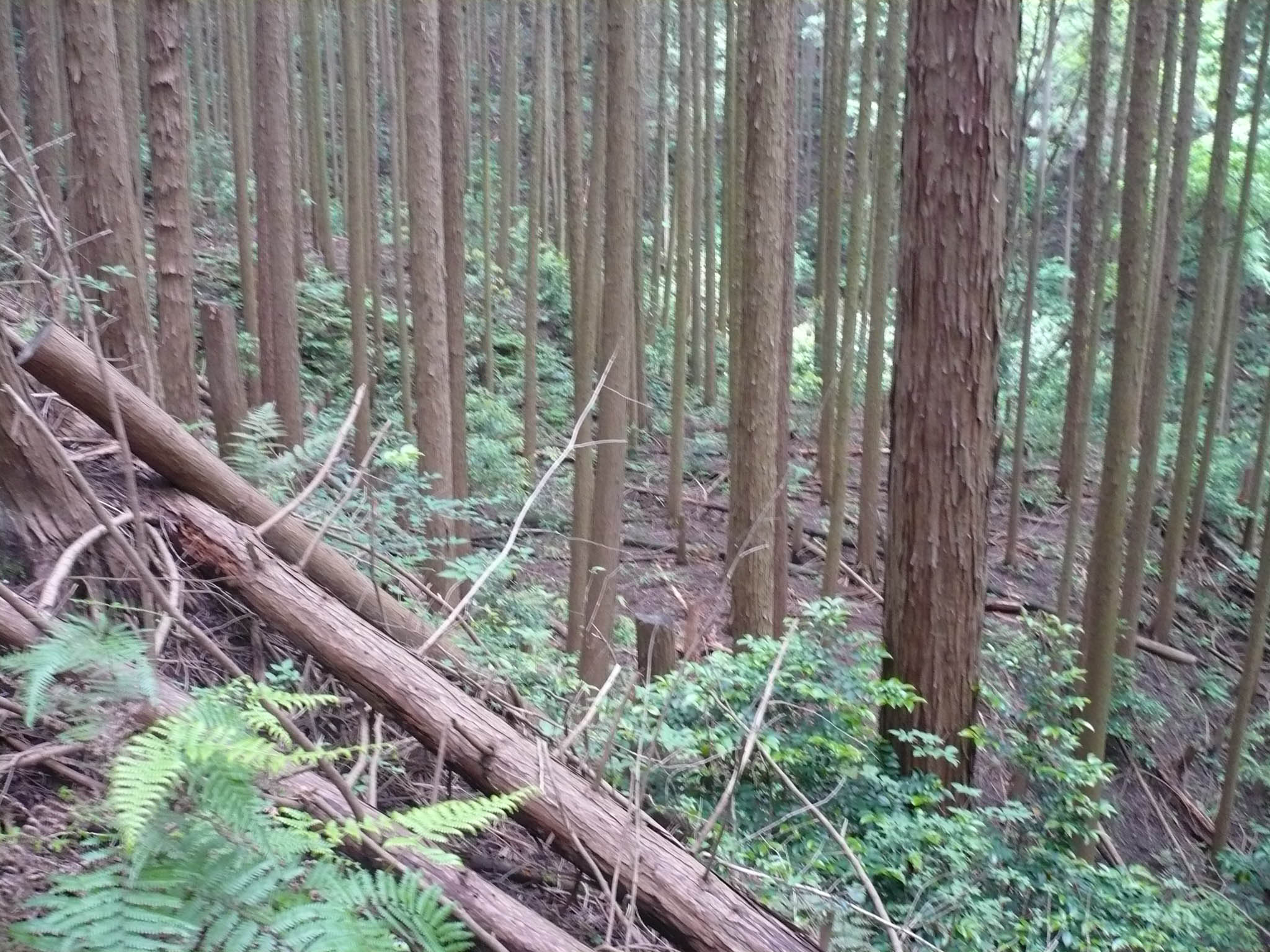
松永屋敷の東側にある階段曲輪

信貴山城の「古城図」において「立入殿屋敷」や「松永屋敷」と呼ばれている曲輪は、その形状からも屋敷地であったと考えられる。『図説中世城郭事典』によれば、城域からは割られた石臼が発見されているが、これは石垣に用いられたもので、破城の際に崩された石垣の残骸であると考えられる。そして、それは「立入殿屋敷」や「松永屋敷」の存在した曲輪の壁面に設けられていたが、破城時に石垣を崩したのではないかと考えられるという。
山城は、多人数で攻め込む敵に対して、少数の人数で守る事ができる利点がある。しかし、信貴山城は山全体に曲輪があり、兵力が散漫になり拠点防衛出来にくい難点がある。『風雲信長記』によると、松永久秀は散漫となっていた防御施設を松永屋敷を中心に、木沢長政時代の曲輪を一部破棄し土塁、東側の階段曲輪、堀切など拠点防衛が可能なように大幅改修したのではないかと指摘している。

更に『風雲信長記』によると、上洛前、織田信長系統の山城築城技術に「横堀」という防御施設はなく「堀切」を使用していた。松永久秀は天理にある豊田城で横堀の防御施設を設けており、信貴山城でも松永屋敷の東側に土塁の防御施設があり、横堀と同様の効果があるとされている。横堀はそのまま鉄砲の射撃陣地となり、鉄砲出現以降重要な防御施設とされていく。織田信長系統でも、松永久秀の築城ノウハウを取り入れ、伊賀国の丸山城以降横堀があらわれてくる。しかし横堀は逆に城から討って出る時に邪魔になる弱点があり、虎口の効果を半減してしまう。そこで、天正時代になると虎口に一定の空間を造るなどして弱点を克服していく。このように織田信長系統の築城技術は、畿内もしくは松永久秀の築城技術を取り込んでいき、その弱点も改良していくが、逆にそのことが松永久秀の織田方での地位を徐々に弱体化していき、謀反の理由とも関係しているのではないか、と解説している。

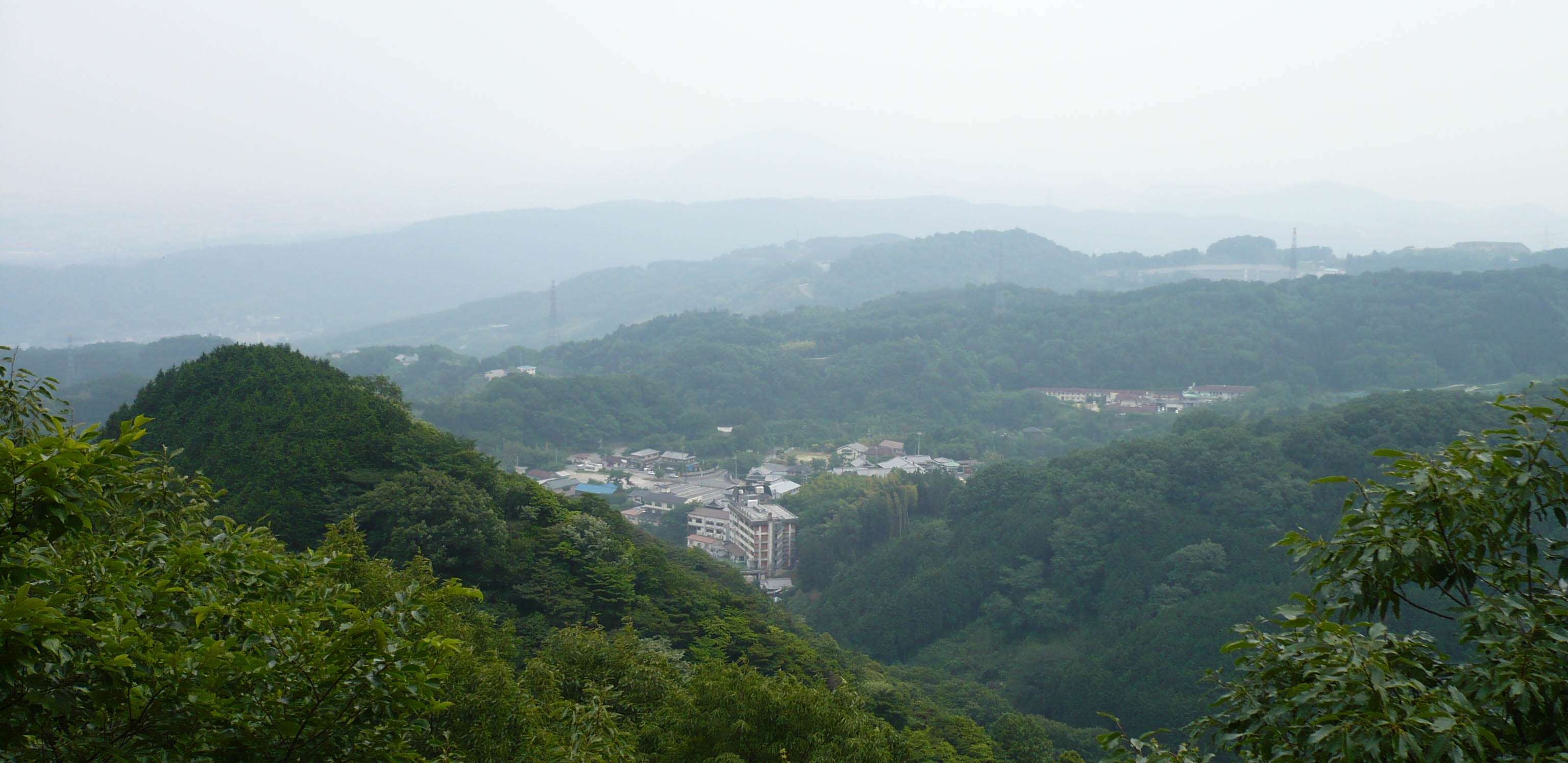
信貴山山頂からの眺望。空鉢堂から南側を撮影、後方が金剛山

## アクセス
公共交通機関

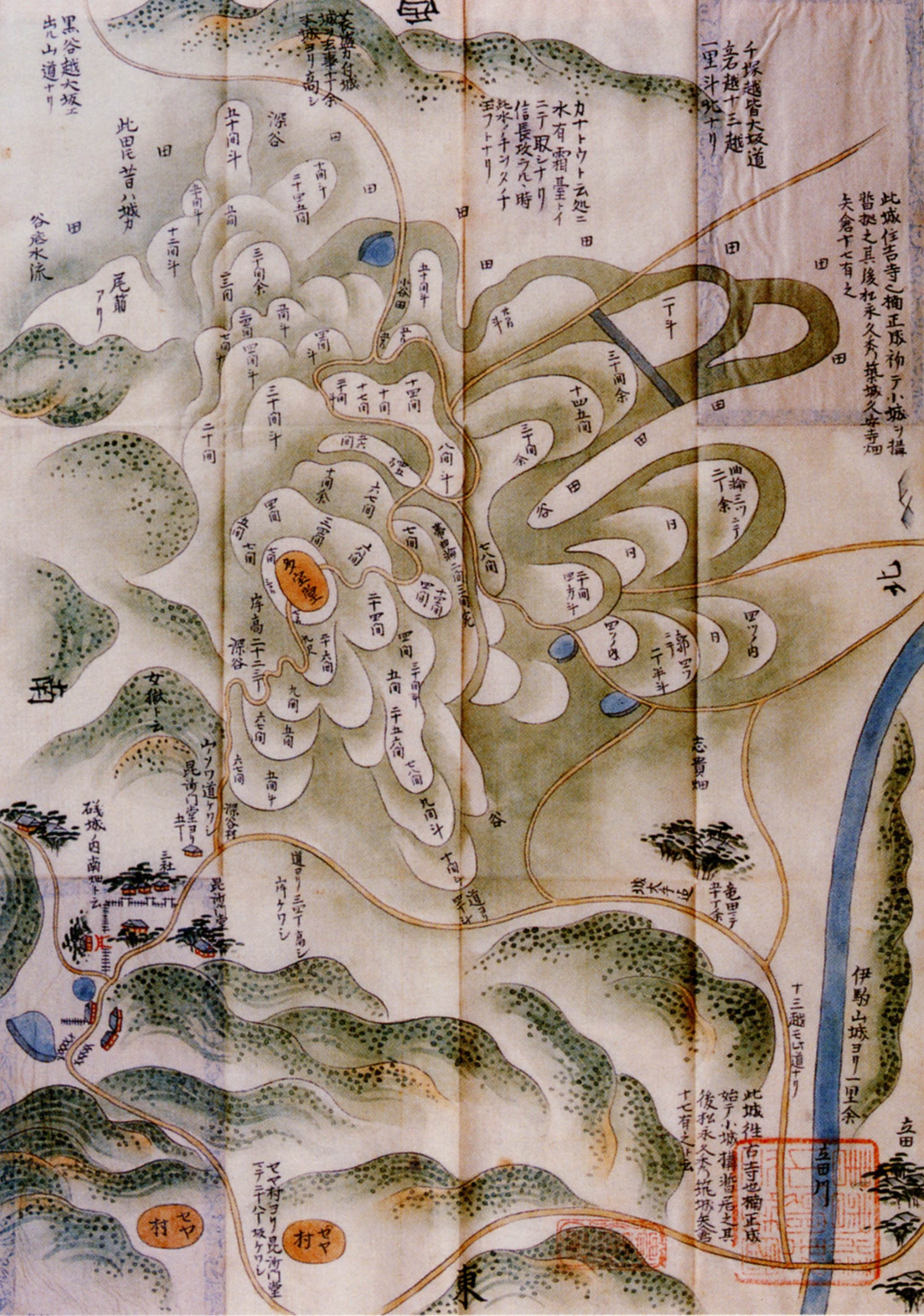
磯城／浅野文庫所蔵

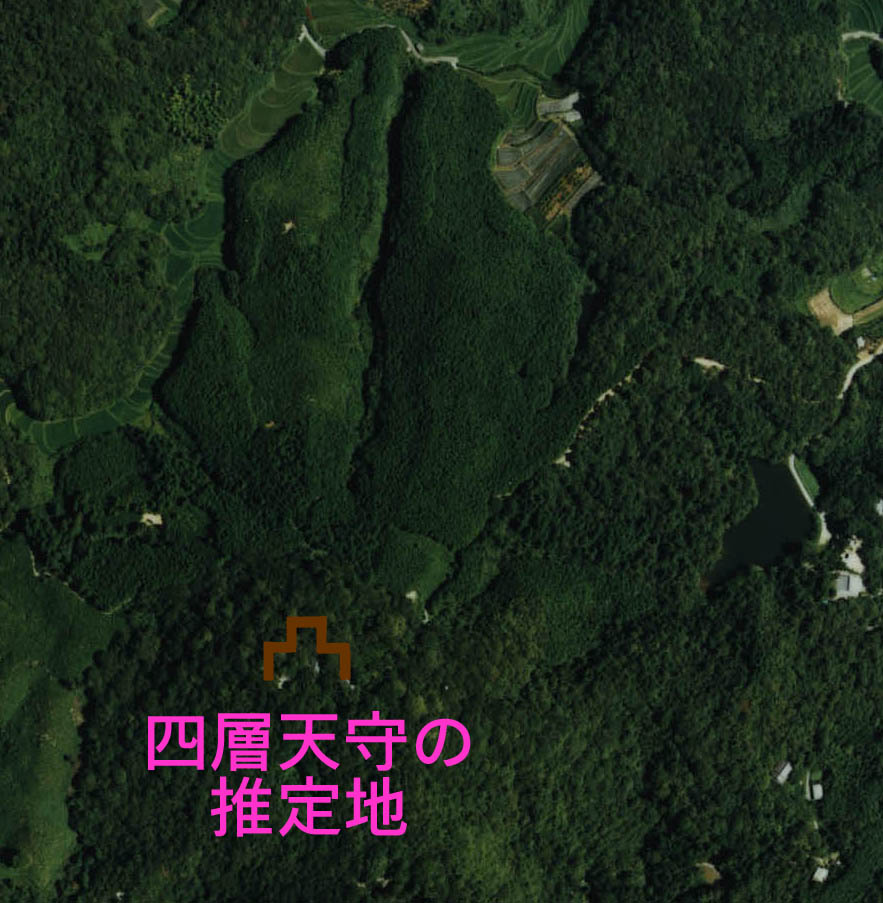
信貴山城の城郭部分／国土画像情報（カラー空中写真）国土交通省

- 近鉄生駒線 信貴山下駅下車 → 奈良交通バス 信貴山経由信貴大橋下車
- 近鉄信貴線 信貴山口駅から西信貴ケーブル乗り換え、高安山駅下車 → 近鉄バス 信貴山門行き終点下車

車
- 阪奈道路の生駒登山口から信貴生駒スカイラインにて。
- 柏原市道信貴大県線： 国道170号（旧道）の大県南交差点（柏原市）を東へ、高尾山頂、信貴山のどか村付近を経て信貴山門付近に至る。
- 奈良県道236号信貴山線にて。
- 大阪府道183号本堂高井田線にて。

※朝護孫子寺に参拝者用の有料駐車場あり
徒歩
- 近鉄高安山駅から信貴山頂まで約2時間
- 信貴山門バス停付近から信貴山頂まで約1時間
- 朝護孫子寺本堂付近から信貴山頂まで約30分